# 311.ª Divisão de Infantaria (Alemanha)
A 311ª Divisão de Infantaria (em alemão:311. Infanterie-Division) foi uma unidade militar que serviu no Exército alemão durante a Segunda Guerra Mundial.

## Comandantes
| Comandante                     | Data                                          |
| ------------------------------ | --------------------------------------------- |
| Generalleutnant Paul Gerhardt  | 1 de setembro de 1939 - 7 de novembro de 1939 |
| Generalleutnant Albrecht Brand | 7 de novembro de 1939 - 1 de agosto de 1940   |

## Área de operações
| Alemanha | novembro de 1939 - agosto de 1940 |